# Susannah Lazar
Susannah Lazar   (1984) és una física mèdica estatunidenca, astrònoma aficionada i descobridora de planetes menors.
Està afiliada a l'Observatori de Highland Road Park, on va co-descobrir l'asteroide (20430) Stout amb Walter R. Cooney, Jr. als 16 anys d'edat, i li va posar el nom del seu difunt besavi Earl Douglas Stout (c. 1895–1985).
Aleshores era una escola de secundària a Baton Rouge, Louisiana.

## Llista de planetes menors descoberts
| (20430) Stout                              | 10 de gener de 1999 | MPC [A] |
| Descobert junt amb: A Walter R. Cooney Jr. |                     |         |